# Wapen van Haulerwijk

Wapen van Haulerwijk

Het wapen van Haulerwijk is het dorpswapen van het Nederlandse dorp Haulerwijk, in de Friese gemeente Ooststellingwerf. Het wapen werd in 1986 geregistreerd.

## Beschrijving
De blazoenering van het wapen luidt als volgt:
In rood een zilveren hoofdbalk, beladen met een zwarte snik; in de schildvoet een oplegger en een steker, beide van goud, schuingekruist geplaatst.
De heraldische kleuren zijn: keel (rood), zilver (zilver), sabel (zwart) en goud (goud).

## Symboliek
- Rood veld: staat voor de heide die eertijds aanwezig was rond het dorp.[3]
- Witte balk: symbool voor de Haulerwijkstervaart, een dwarsvaart van de Drachtster Compagnonsvaart.[3]
- Snik: een veelgebruikt vaartuig in het verleden dat zorgde voor een verbinding met Drachten en Assen.[3]
- Oplegger en steker: typisch gereedschap voor vervening. Verwijst naar het ontstaan van het dorp door vervening.[3]

## Zie ook

Vlag van Haulerwijk